# Gouvernement Modi II
République d'Inde
Narendra Modi I Narendra Modi III
Le deuxième gouvernement Narendra Modi est le gouvernement de l'Inde, formé après les élections de 2019 du 30 mai 2019 au 9 juin 2024.
Dirigé par le Premier ministre Narendra Modi, dont c'est le second mandat, il est formé par la coalition de l'Alliance démocratique nationale dont le principal parti est le BJP.

## Composition
- Les nouveaux ministres sont indiqués en gras, ceux ayant changé d'attributions en italique.

| Portefeuille | Titulaire | Titulaire                           | Parti |
| --- | --------- | ----------------------------------- | ----- |
| Premier ministre Ministre du Personnel, des Griefs Publics et des Pensions                                                 |           | Narendra Modi                       | BJP   |
| Ministre de la Défense |           | Rajnath Singh                       | BJP   |
| Ministre des Affaires extérieures                                                                                          |           | Subrahmanyam Jaishankar             | BJP   |
| Ministre de l'Intérieur |           | Amit Shah                           | BJP   |
| Ministre des Finances Ministre des Affaires corporatives                                                                   |           | Nirmala Sitharaman                  | BJP   |
| Ministre du Transport routier et des Autoroutes Ministre des Micro, petites et moyennes entreprises                        |           | Nitin Gadkari                       | BJP   |
| Ministre des Chemins de fer Ministre du Commerce et de l'Industrie                                                         |           | Piyush Goyal                        | BJP   |
| Ministre des Textiles Ministre des Femmes et du Développement de l'Enfant                                                  |           | Smriti Irani                        | BJP   |
| Ministre des Produits chimiques et des Engrais                                                                             |           | D. V. Sadananda Gowda               | BJP   |
| Ministre des Affaires tribales                                                                                             |           | Arjun Munda                         | BJP   |
| Ministre des Industries alimentaires                                                                                       |           | Harsimrat Kaur Badal                | SAD   |
| Ministre des Affaires de la consommation, de l'Alimentation et de la Distribution publique                                 |           | Ram Vilas Paswan                    | LJP   |
| Ministre de la Loi et de la Justice                                                                                        |           | Arjun Ram Meghwal                   | BJP   |
| Ministre des Communications Ministre de l'Électronique et des Technologies de l'Information                                |           | Ravi Shankar Prasad                 | BJP   |
| Ministre du Pétrole et du Gaz naturel Ministre de l'Acier                                                                  |           | Dharmendra Pradhan                  | BJP   |
| Ministre de l'Agriculture et du Bien-être des agriculteurs Ministre du Développement rural Ministre de Panchayati Raj      |           | Narendra Singh Tomar                | BJP   |
| Ministre de la Justice sociale et de l'Autonomisation                                                                      |           | Thawar Chand Gehlot                 | BJP   |
| Ministre du Développement des ressources humaines                                                                          |           | Ramesh Pokhriyal                    | BJP   |
| Ministre de la Santé et du Bien-être familial Ministre des Sciences et de la Technologie Ministre des Sciences de la Terre |           | Harsh Vardhan                       | BJP   |
| Ministre de l'Environnement, des Forêts et du Changement climatique Ministre de l'Information et de la Radiodiffusion      |           | Prakash Javadekar                   | BJP   |
| Ministre des Affaires des minorités                                                                                        |           | Mukhtar Abbas Naqvi                 | BJP   |
| Ministre du Développement des compétences et de l'entrepreneuriat                                                          |           | Mahendra Nath Pandey                | BJP   |
| Ministre des Affaires parlementaires Ministre du Charbon Ministre des Mines                                                |           | Pralhad Joshi                       | BJP   |
| Ministre de la Contrefaçon                                                                                                 |           | Gajendra Singh Shekhawat            | BJP   |
| Ministre de l'Élevage, de la Laiterie et des Pêches                                                                        |           | Giriraj Singh                       | BJP   |
| Ministre des Industries lourdes et des Entreprises publiques                                                               |           | Arvind Sawant (jusqu'au 11/11/2019) | SS    |
| Ministre des Industries lourdes et des Entreprises publiques                                                               |           | Prakash Javadekar                   | BJP   |